# Pheosia rimosa
Pheosia rimosa är en fjärilsart som beskrevs av Alpheus Spring Packard 1864. Pheosia rimosa ingår i släktet Pheosia och familjen tandspinnare. Inga underarter finns listade i Catalogue of Life.